# Daniela Stamm

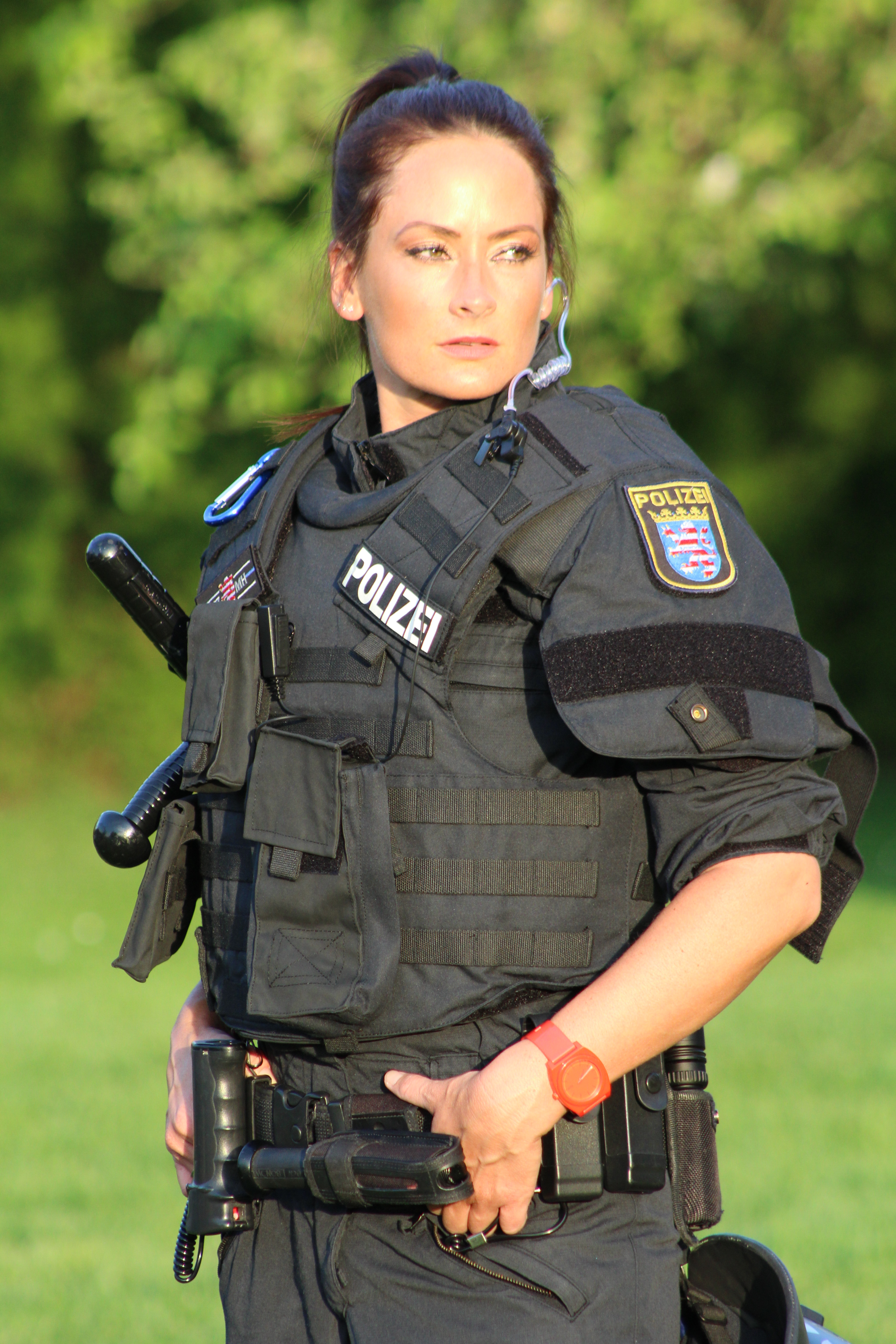
Daniela Stamm in Polizeiuniform (2020)

Daniela Stamm (* 25. März 1982 in Weilburg) ist eine deutsche Schauspielerin.

## Leben
Daniela Stamm wuchs in Weilmünster-Wolfenhausen in Hessen auf. Im Jahre 2001 legte sie ihr Abitur am Gymnasium Philippinum in Weilburg ab. Danach studierte sie an der Verwaltungsfachhochschule in Gießen, Fachbereich Polizei, und schloss 2004 das Studium als Polizeikommissarin ab.
Von 2004 bis 2010 arbeitete sie als Gruppenführerin in der II. Hessischen Bereitschaftspolizeiabteilung in Lich und für kurze Zeit im Polizeipräsidium Frankfurt. Im Nebenamt arbeitete sie ab 2006 als NOEP (Nicht offen ermittelnde Polizeibeamtin). 2010 ging sie in den Streifendienst nach Bad Vilbel. Von 2011 bis 2021 versah sie ihren Dienst als Polizeioberkommissarin bei der Polizeistation Wetzlar.
2010, 2012 und 2017 kamen ihre drei Kinder zur Welt. Sie ist seit 2009 verheiratet und wohnt mit ihrer Familie in Weilburg.
Von 2020 bis 2022 ist Stamm als Kriminaloberkommissarin in der täglichen Sat.1-Serie K11 – Die neuen Fälle im Fernsehen zu sehen.

## Fernsehsendungen
- 2016: Tatort: Wendehammer
- 2016: Der Staatsanwalt: Das verfluchte Haus
- 2016: Straßencops Süd[4]
- 2016: Wache Köln Ost
- 2017: Straßencops Ruhrgebiet
- 2020–2022: K11 – Die neuen Fälle[3]